# Sitkalidak Island
Sitkalidak Island ist eine Insel des Kodiak-Archipels in Alaska in den Vereinigten Staaten. Sie liegt vor der südöstlichen Küste von Kodiak Island. Die Sitkalidak Passage trennt Sitkalidak von Kodiak Island und der nahe liegenden Ortschaft Old Harbor. Die Insel ist 300,84 km² groß und unbewohnt.